# Acido α-amminobutirrico
L'acido α-amminobutirrico (AABA), noto anche come acido 2-amminobutanoico o omoalanina, è un α-amminoacido isomero dell'acido amminobutirrico.
Come gli altri due isomeri (l'acido β-amminobutirrico e l'acido γ-amminobutirrico) è un neurotrasmettitore diffuso tra gli eucarioti, dove può svolgere un ruolo antidepressivo. Tutti e tre sono amminoacidi non proteinogenici, ossia assenti nelle proteine.

## Sintesi e reazioni
L'omoalanina viene biosintetizzata nelle piante e nei batteri mediante transaminazione dell'acido 2-ossobutanoico, un metabolita intermedio della biosintesi dell'isoleucina, un amminoacido essenziale. AABA è usato dalle sintasi peptidiche non ribosomiali per sintetizzare proteine e peptidi contenenti amminoacidi non proteinogenici, come ad esempio l'acido oftalmico. Durante la fermentazione alcolica, AABA viene scomposto dai microorganismi in 1-propanolo.
L'acido α-aminobutirrico può essere prodotto in laboratorio dalla treonina, per idrolisi con acido cloridrico. Si ottiene anche dall'acido 2-bromobutanoico per reazione con ammoniaca.

## Funzioni
La concentrazione plasmatica del neurotrasmettitore AABA si è dimostrata essere collegata a sintomi depressivi in persone anziane. Si è osservato che un basso livello plasmatico di AABA è correlato alla presenza di sintomi depressivi.
Un basso livello citoplasmatico di AABA nelle cellule cardiache sembra essere correlato al livello citoplasmatico del glutatione: un basso livello di AABA determina un basso livello di glutatione e dunque un maggior rischio di cardiomiopatie.